# سفارة البحرين في ألمانيا
سفارة البحرين لدى ألمانيا هي البعثة الدبلوماسية لمملكة البحرين لدى جمهورية ألمانيا الاتحادية، وتقع بالعاصمة برلين.